# きゅうりピクルス

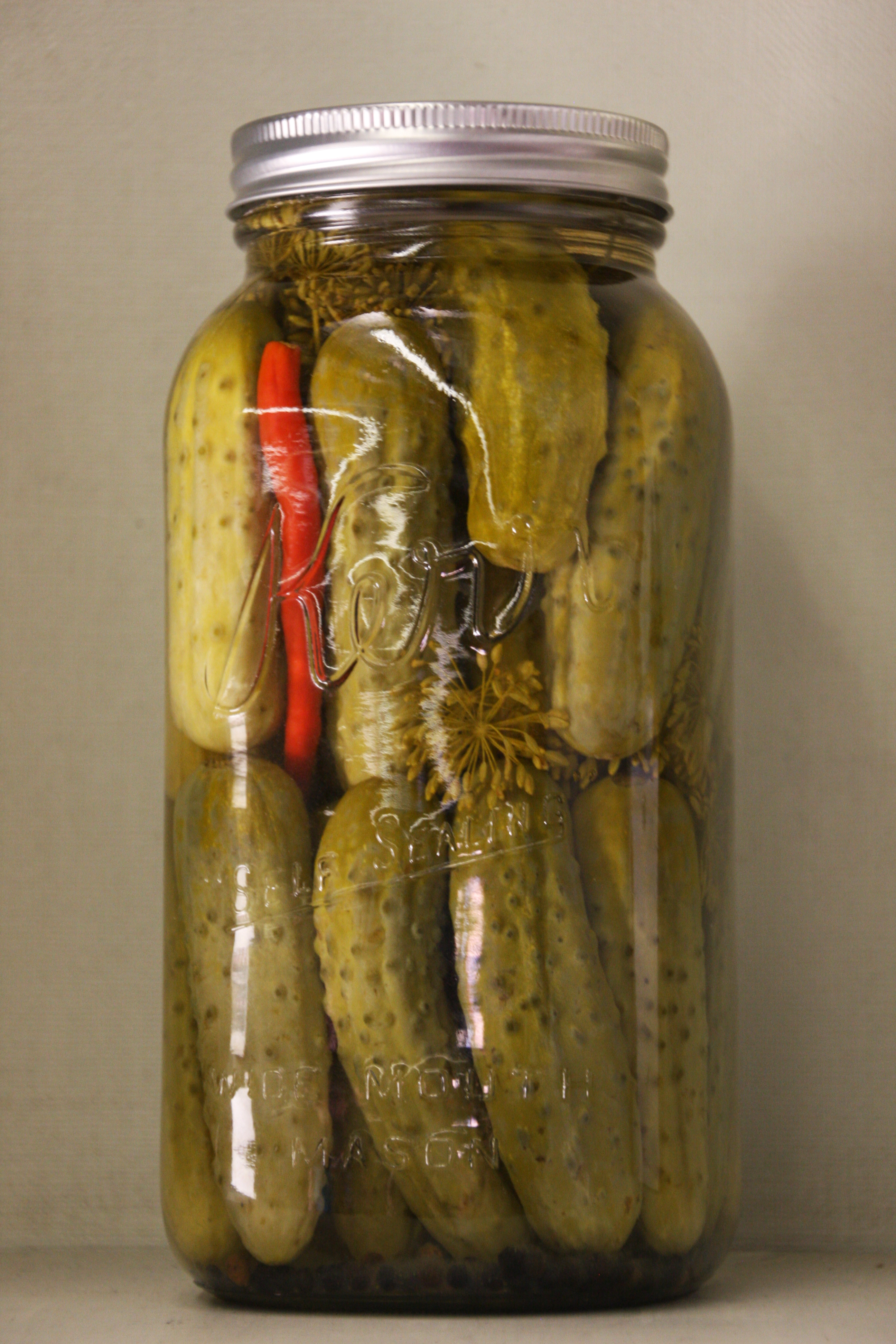
ディルも使った、きゅうりピクルスの瓶詰め

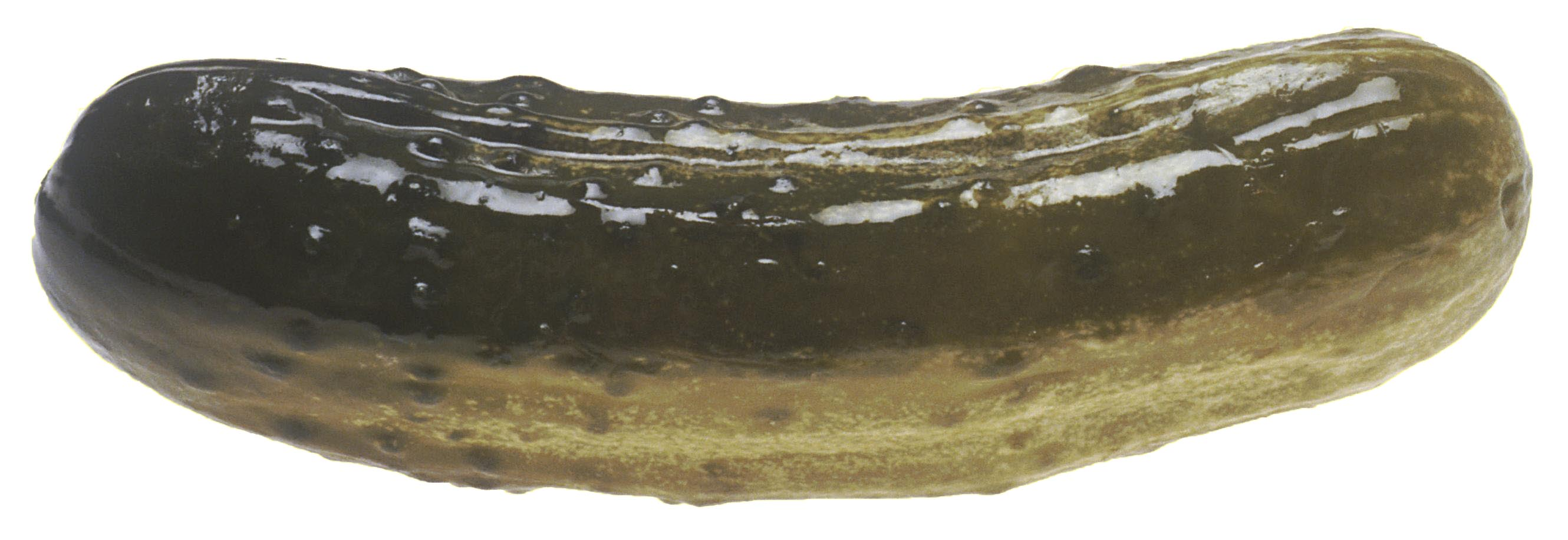
デリカテッセンで売られている、きゅうりピクルス

きゅうりピクルス（英国英語：Gherkin）は、小型きゅうりのピクルスで、米国とカナダでは単に「ピクルス」、英国、アイルランド、オーストラリア、南アフリカ、ニュージーランドでは「ガーキン」（Gherkin）として知られていて、塩水、酢、またはその他の溶液で漬けてしばらく置いたキュウリである。きゅうりを酸性溶液に浸すか、乳酸発酵による酸洗いを行うことにより、一定期間発酵させて作る。
きゅうりピクルスといっても、多くの場合他の材料も混ぜた混合ピクルス（Mixed pickle）である。
もともと、きゅうりピクルスは万里の長城を建設する労働者のために最初に開発されたとよく言われるが、メソポタミアのチグリス川渓谷で最初にインドから持ち込まれたきゅうりを使って作られたという説もある。
きゅうりピクルスはハンガリー、ドイツ、ポーランド、ロシア、ユダヤ人（アシュケナジム）の間、フランス（コルニション）、イギリス、米国などで作られていて、それぞれ多少の製法の違いがある。

## 参照項目
- ピクルス
- レリッシュ
- 漬物
- キュウリスープ - ポーランドやリトアニアで食されている、きゅうりピクルスを主たる材料とするスープ。
- ラッソーリニク - ロシアやウクライナで食されている、キュウリスープ。